# Daniel Matt

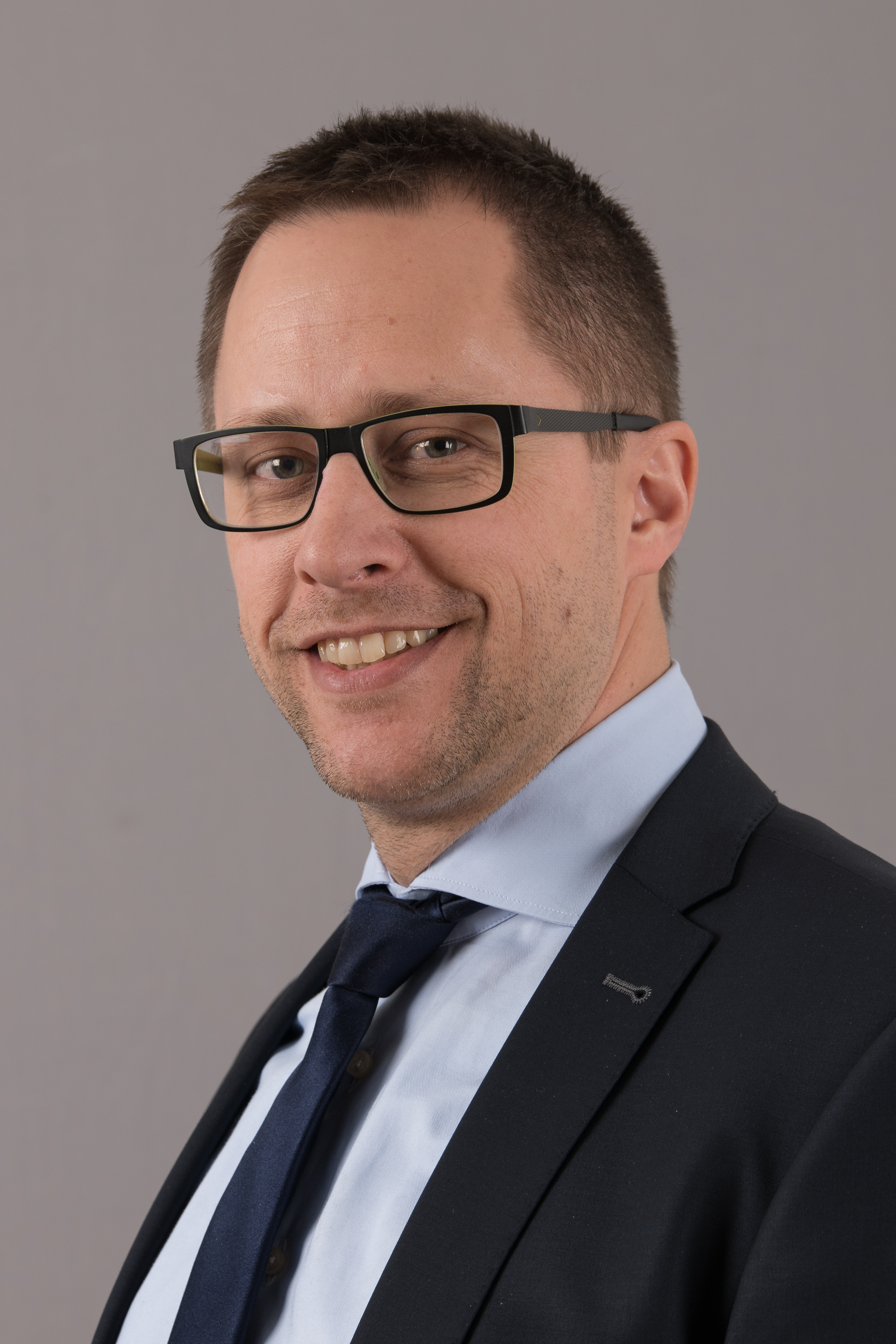
Daniel Matt (2017)

Daniel Matt (* 1976 in Feldkirch) ist ein österreichischer Politiker (NEOS) und Bankangestellter. Matt war von 2017 bis 2019 Abgeordneter zum Vorarlberger Landtag.

## Ausbildung und Beruf
Daniel Matt studierte Betriebswirtschaftslehre an der Universität Innsbruck und schloss das Studium mit der Sponsion zum Magister der Sozial- und Wirtschaftswissenschaften ab. Beruflich ist Matt als Leiter der Kreditabteilung bei der Raiffeisenbank Vorderland eGen tätig.

## Politische Tätigkeit
Daniel Matt startete seine politische Karriere als Mitglied der Gemeindevertretung von Zwischenwasser, der er neun Jahre lang angehörte. Nachdem sich im Vorfeld der Nationalratswahl 2013 die Partei NEOS – Das Neue Österreich gegründet hatte, wurde Matt zum Gründungsmitglied der NEOS in Vorarlberg. Bei der Landtagswahl in Vorarlberg 2014 kandidierte Daniel Matt auf dem dritten Listenplatz der NEOS-Landesliste hinter Sabine Scheffknecht und Martina Pointner.
Nachdem Martina Pointner im Juni 2017 ihr Ausscheiden aus der Politik bekannt gegeben hatte, wurde Matt vom NEOS-Landesvorstand als ihr Nachfolger im Landtag nominiert. Er wurde schließlich in der Landtagssitzung am 4. Oktober 2017 als Landtagsabgeordneter angelobt und damit einer von zwei Abgeordneten der NEOS-Landtagsfraktion. Im Landtag übernahm er die Agenden als Bereichssprecher für Abfallwirtschaft, Finanzen, Kommunalpolitik, Wirtschaft, Energie, Sport, Kultur, Landwirtschaft, Gesundheit, Tierschutz, Familie, Soziales, Behindertenwesen, Pflege, Konsumentenschutz, Jagd & Forstwirtschaft, Jugend, Umwelt und Wasser.
Nach der Landtagswahl 2019 schied er aus dem Landtag aus.